# Băleni (Dâmbovița)
Băleni é uma comuna romena localizada no distrito de Dâmbovița, na região de Muntênia. A comuna possui uma área de 61.24 km² e sua população era de 8602 habitantes segundo o censo de 2007.